# اچ‌ام‌اس فاکسگلو (۱۹۱۵)
اچ‌ام‌اس فاکسگلو (۱۹۱۵) (به انگلیسی: HMS Foxglove (1915)) یک کشتی بود که طول آن ۲۵۰ فوت (۷۶ متر) بود. این کشتی در سال ۱۹۱۵ ساخته شد.